# Simulium escomeli
Simulium escomeli es una especie de insecto del género Simulium, familia Simuliidae, orden Diptera.
Fue descrita científicamente por Roubaud, 1909.